# 蒂基·格拉納
蒂基·格拉納（Erba Tiki Gelana，1987年10月22日—）是一名埃塞俄比亞的女子馬拉松運動員，她於2012年至2017年間保持著2:18:58的個人最佳成績成為埃塞俄比亞的國家記錄。她在2011年阿姆斯特丹馬拉松和2012年鹿特丹馬拉松贏得冠軍。她在2012年倫敦奧運會上以2:23:07的成績贏得了金牌並打破新奧運紀錄。

## 生平
蒂基·格拉納是2000年奧運馬拉松冠軍格薩赫涅·阿貝拉（Gezahegne Abera）的表親，出生在索馬里州首府吉吉加，這是一個以出產頂尖跑者而聞名的城鎮。她開始在埃塞俄比亞參加路跑比賽，並在2004年的埃塞俄比亞大型路跑賽（Greate Ethiopian Run）中取得第四名。2006年，她前往西班牙加泰羅尼亞並首次參加半程馬拉松比賽，在馬塔羅和特拉薩贏得冠軍 。她在年底贏得聖西爾韋斯特巴塞羅那的10公里比賽。她於2007年前往日本並贏得山陽路跑的10公里比賽，她以31分54秒成為當年第三名最快的埃塞俄比亞人 。她於2008年3月贏得亚的斯亚贝巴的女子五公里比賽，然後在5月份於高知名度的世界10公里班加羅爾比賽中排名第四。她在那個夏天首次登上歐洲田徑賽事，並在柏林國際田徑節寫下5000米的最佳成績為15分17秒74分，在奧斯特拉瓦金刺賽中寫下10,000米的最佳成績為31分27秒80分。
在2008年底，她在德里半程馬拉松比賽中以1小時10分22秒的成績取得第六名，但在2009年的RAK半程馬拉松比賽中，她表現稍遜，成績落後兩分鐘，最終排名第16位 。然而在她美國首秀的弗吉尼亞海灘半程馬拉松比賽中，她獲得第二名，僅次於Abebu Gelan。她在10月的都柏林馬拉松成為她的馬拉松賽事處女秀，最終在一場激烈的角逐中，她拿下了第三名。2010年，她分別在洛杉磯馬拉松和都柏林馬拉松中取得第四名，她的最佳成績已經提升到2小時29分53秒。
2011年阿姆斯特丹馬拉松是蒂基·格拉納的一次突破，她以2小時22分08秒的成績贏得比賽，比她之前的最佳成績快了近八分鐘，也超越了Gete Wami九年前的賽道紀錄。那一年底，她回到埃塞俄比亞，在這裡她在埃塞俄比亞大型路跑賽（Greate Ethiopian Run）中獲得亞軍，並在埃塞俄比亞俱樂部越野錦標賽中獲得第三名。她在2012年2月的香川丸龜半程馬拉松賽上刷新個人最佳成績，以1小時08分48秒的優異成績贏得比賽。
她在2012年鹿特丹马拉松中打破埃塞俄比亞紀錄，以2小時18分58秒贏得比賽，比亞軍瓦萊麗亞·史特拉內奧（Valeria Straneo）快近五分鐘 。這使她成為有史以來在马拉松上第四快的女性。她因此被選中代表埃塞俄比亞參加奧運會馬拉松比賽。在2012年倫敦奧運會上，她在馬拉松比賽中以2小時23分07秒的破奧運會紀錄贏得金牌，盡管整場比賽都在下雨，並在補給站跌倒 。奧運會後，她跑出個人最佳成績，以1小時7分48秒的成績在大北方賽（Great North Run）中排名第三，然後在荷蘭七丘賽（Zevenheuvelenloop）中以48分09秒的15公里最佳成績完賽（在這兩場比賽中都落後奧運會1萬米冠軍蒂鲁内什·迪巴巴）。她因當年的表現而被選為AIMS世界年度最佳運動員獎。
2013年初，蒂基·格拉納在馬盃半程馬拉松比賽（Marugame Half Marathon）中成功擊敗金·史密斯（Kim Smith）保衛了自己的冠軍頭銜。
在2013年的倫敦馬拉松比賽中，她在15公里供水站因與輪椅賽選手喬許·卡西迪（Josh Cassidy）相撞而跌倒，雖然她能夠恢復比賽，但在比賽後半段失去領先的節奏，最終在2小時36分55秒的時間中以第16名完賽。這一事件促使倫敦馬拉松組織者調整2014年比賽的起跑安排，讓輪椅選手提前開始比賽，位於女子賽事之前。
格拉納在2013年世界田徑錦標賽馬拉松中，悶熱潮濕的環境下比賽僅5公里就退出比賽，她和隊友梅瑟雷特·海魯 (Meseret Hailu)早早退賽，引起埃塞俄比亞田徑協會要求他們提出書面解釋行動的情況。
在2014年回到倫敦馬拉松中，蒂基·格拉納以2小時26分58秒的成績完成比賽，排名第九，比冠軍埃德娜·基普拉加特落後六分鐘以上 。

## 個人最佳成績
- 10,000米 – 31:27.80 分 (2008)
- 10 公里路程 – 31:54 分 (2007)
- 15 公里路程 - 48:09 分 (2012)
- 半程馬拉松 – 1:08:48 小時 (2012)
- 馬拉松 – 2:18:58 小時 (2012)

## 重要賽事冠軍
- 阿姆斯特丹馬拉松: 2011
- 香川丸亀國際半程馬拉松: 2012, 2013
- 鹿特丹马拉松: 2012
- 夏季奧運會女子馬拉松: 2012